# Reichsamt für Bodenforschung

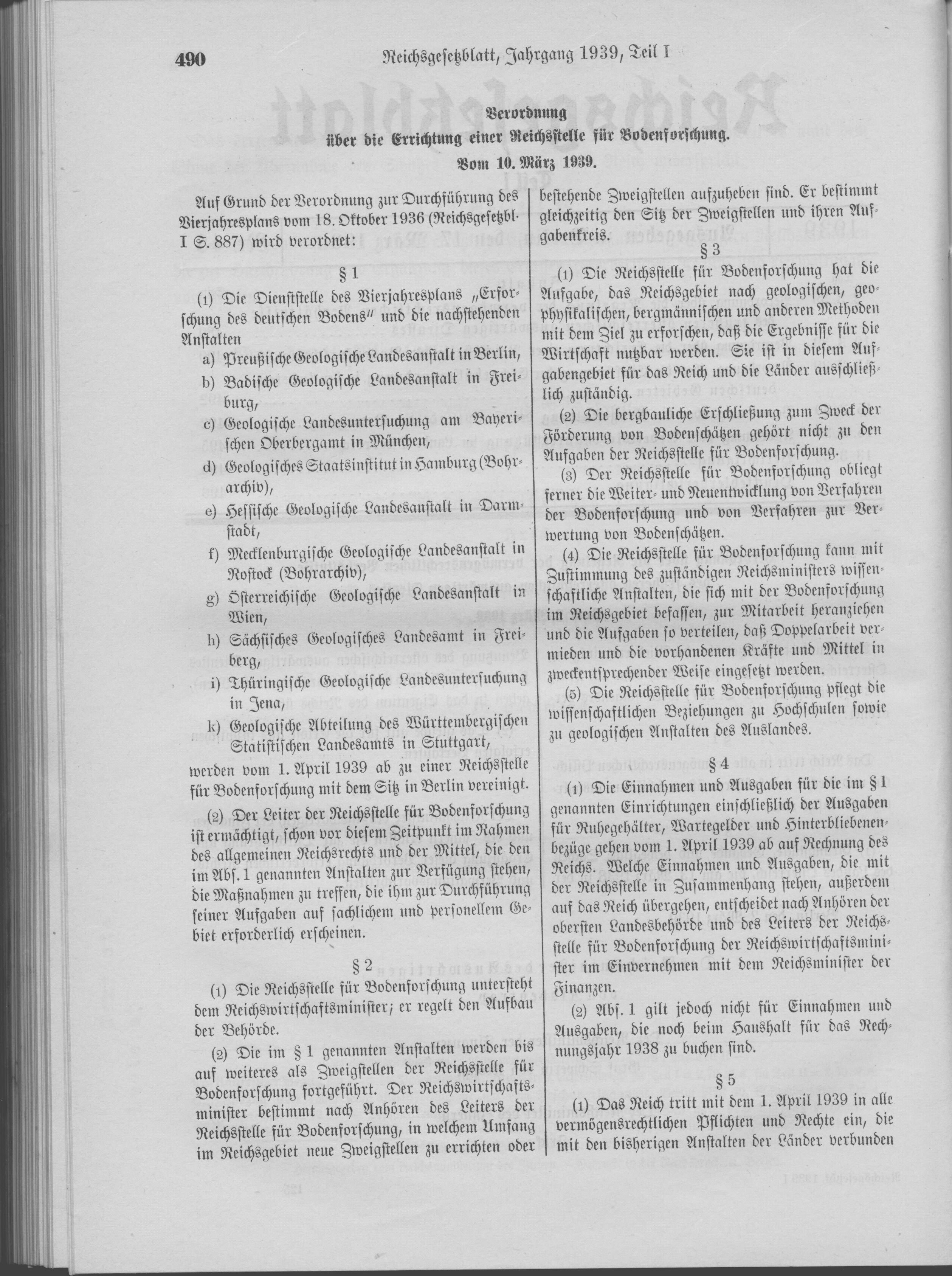
Verordnung über die Errichtung einer Reichsstelle für Bodenforschung vom 10. März 1939

In der Reichsstelle für Bodenforschung (RstB) wurden durch Verordnung des Beauftragten für den Vierjahresplan Hermann Göring vom 10. März 1939 (RGBl. I S. 490) mit Wirkung vom 1. April 1939 die Vierjahresplandienststelle Erforschung des deutschen Bodens (Büro Keppler, sie unterstand Göring) sowie die geologischen Forschungsanstalten der deutschen Länder einschließlich Österreichs vereinigt. Am 12. Dezember 1941 erfolgte die Erhebung der Reichsstelle in den Rang einer höheren Reichsbehörde und die Umbenennung in Reichsamt für Bodenforschung (RAB). Die Reichsstelle bzw. das Reichsamt trat damit unter anderem die Nachfolge der Preußischen Geologischen Landesanstalt (PGLA) in Berlin, die zugleich Forschungs- und Beratungsaufgaben für die Reichsregierung wahrgenommen hatte, und der Geologischen Bundesanstalt (GBA) in Wien an, die nach dem Anschluss Österreichs im Jahr 1938 zu einer Landesanstalt umgewandelt worden war. Sie unterstand dem Reichswirtschaftsministerium.

## Hauptsitz
Hauptsitz der Zentrale der Reichsstelle und später des Reichsamtes war am Sitz der aufgelösten PGLA in Berlin in der Invalidenstraße 44. Heute ist das Gebäude Sitz des Bundesministeriums für Verkehr, Bau- und Stadtentwicklung.

## Zweig- und Arbeitsstellen
Die aufgelösten geologischen Landesanstalten wurden als Zweigstellen der Reichsstelle bzw. des Reichsamtes fortgeführt:
- Stuttgart (ehemals Geologische Abteilung des Württembergischen Statistischen Landesamtes) – Leiter M. Frank
- Freiburg im Breisgau (ehemals Badische Geologische Landesanstalt) – Leiter W. Hasemann[2]
- Wien (ehemals Österreichische Geologische Landesanstalt) – Leiter Heinrich Beck
- Rostock (ehemals Mecklenburgische Geologische Landesanstalt)
- Jena (ehemals Thüringische Geologische Landesuntersuchung)
- Hamburg (ehemals Geologisches Staatsinstitut in Hamburg)
- Darmstadt (ehemals Hessische Geologische Landesanstalt)
- München (ehemals Geologische Landesuntersuchung am Bayerischen Oberbergamt)
- Freiberg (ehemals Sächsisches Geologisches Landesamt)

Darüber hinaus wurden an weiteren vier Orten Arbeitsstellen eingerichtet:
- Kiel – Kitzeberg (Meeresgeologisches Forschungsinstitut, Leiter Erich Wasmund)
- Prag – Leiter Hans Joachim Martini
- Bad Bentheim
- Hannover

Bad Bentheim und Hannover fungierten dabei als Arbeitsstellen für Erdölgeologie.

## Aufgabe
Aufgabe der neuen Zentralbehörde war es, das Reichsgebiet nach geologischen, geophysikalischen, bergmännischen und anderen Methoden zu erforschen und die Ergebnisse für die deutsche Wirtschaft und die Kriegsführung nutzbar zu machen. Ihr oblag ferner die Weiter- und Neuentwicklung von Verfahren der Bodenforschung und von Verfahren zur Verwertung von Bodenschätzen. Nicht zu ihren Aufgaben gehörte die bergbauliche Erschließung zur Förderung von Bodenschätzen. Nach Kriegsbeginn wurde die Zuständigkeit räumlich auf Teile des deutsch besetzten Europas ausgedehnt. Die Behörde pflegte wissenschaftliche Beziehungen zu Hochschulen sowie auch zu geologischen Anstalten im Ausland. Wie einige ihrer Vorgängerorganisationen gab auch sie ein Geologisches Jahrbuch heraus.

## Bedeutung
Mit Einrichtung der Zentralbehörde wurde der staatliche geologische Dienst in Deutschland auf die Kriegswirtschaft ausgerichtet mit dem Ziel der Erlangung eines Höchstmaßes an rohstoffwirtschaftlicher Autarkie. Bei der Suche nach Rohstoffen besaß neben Erz, Kohle und Salz sowie Steinen und Erden die Suche nach Erdöl die höchste Priorität. Der Stellenwert der neuen Einrichtung zeigte sich darin, dass mit Wilhelm Keppler ein namhafter Parteigänger und wirtschaftspolitischer Berater Adolf Hitlers zu ihrem Präsidenten bestellt wurde, der überdies als Staatssekretär im Auswärtigen Amt mit der Koordinierung von Außenpolitik und Rohstoffwirtschaft befasst war. Als Vizepräsident fungierte Bernhard Brockamp. Ein weiterer einflussreicher Mitarbeiter war der Leiter der Erdölabteilung Alfred Bentz, welcher als führender Erdölgeologe seiner Zeit zugleich die Stellung des Bevollmächtigten für die Förderung der Erdölgewinnung beim Beauftragten für den Vierjahresplan innehatte und systematische Bohrprogramme in Deutschland und den besetzten Gebieten veranlasste.

## Entwicklung nach Kriegsende
Nach Ende des Zweiten Weltkriegs zerfiel das Reichsamt. Die Zentrale im sowjetisch besetzten Sektor Berlins konnte ihre Aufgaben nicht länger wahrnehmen. Sie existierte seit dem 1. November 1945 als Deutsche Geologische Landesanstalt mit Zweigstellen in Freiberg und Jena bis Ende 1950 weiter und gehörte zum Geschäftsbereich der Zentralverwaltung für Brennstoffindustrie in der sowjetischen Besatzungszone. Auf dem Gebiet der Bundesrepublik Deutschland entstanden wieder geologische Landesämter und im Jahr 1958 zur Erfüllung von Bundesaufgaben die Bundesanstalt für Bodenforschung (ab 1975 Bundesanstalt für Geowissenschaften und Rohstoffe). Im Osten bildete sich am Sitz des ehemaligen Reichsamtes die staatliche geologische Kommission, das spätere Zentrale Geologische Institut der DDR. In Österreich erfolgte die Wiedererrichtung der Geologischen Bundesanstalt in Wien.
Das Archivmaterial des Reichsamtes befindet sich bei den einzelnen geologischen Landesämtern (zum Beispiel dem Hessischen Geologischen Landesamt) und bei der Bundesanstalt für Geowissenschaften und Rohstoffe, wo insbesondere Material aus der Arbeitsstelle für Erdölgeologie lagert, das sich zuvor zeitweise in US-Gewahrsam befand.